# Mikayıl Əliyev
Mikayıl Əliyev (27 gennaio 1994) è un ex taekwondoka azero.

## Palmarès
- Europei

Manchester 2012: argento nei 54 kg.